# Aggro Berlin
Aggro Berlin byl německý hip hopový label, který mezi lety 2001–2009 vydal okolo sta hudebních nosičů. Spolupracoval s hudebními společnostmi Groove Attack (2001–2006) a Universal Deutschland (2007–2009). Pod tímto labelem vydávali svá alba přední němečtí hip-hopoví umělci Sido, Bushido, Fler nebo B-Tight. Co se názvu týče, tak Aggro poukazuje na nekonvenci a agresivitu v textech a Berlin je sídelním městem.

## Členové
- Sido (2001–2009)
- B-Tight (2001–2009)
- Bushido (2001–2004)
- Fler (2003–2009)
- G-Hot (2005–2007)
- Tony D (2005–2009)
- Kitty Kat (2006–2009)

Sido a B-Tight tvoří dohromady duo A.i.d.S. (Alles ist die Sekte)

## Historie

### Cesta na vrchol
Aggro Berlin založila 1. ledna 2001 trojice Spaiche, Halil Efe a Specter. Jako první u Aggra podepsali smlouvu Sido s B-Tightem a krátce nato i Bushido. V roce 2002 vydala společnost první labelsampler Aggro Ansage Nr.1, který je první z legendárních "Aggro Ansage samplerů". V této době přivedl Bushido k Aggro svého kamaráda Flera, se kterým vydal společné album Carlo, Cokxxx, Nutten pod pseudonymy Sonny Black & Frank White (pseudonymy pocházejí z filmu King of New York). Poté vyšel další díl Aggro ansage a Bushido vydal své první velké sóloalbum Vom Bordstein bis zur Skyline, které se zároveň stalo prvním albem od Aggra, které se umístilo v německé prodejní hitparádě (i když jen na 87. místě).
V roce 2003 podepsal smlouvu s Aggrem i Fler a všichni čtyři pak vydali sampler Aggro Ansage Nr.3. Ale na konci tohoto roku odešel od Aggra Bushido a spolu s Bassem Sultanem Hengztem založil vlastní label Ersguterjunge.
V roce 2004 nahrál Fler svůj první singl Aggroberlina, jehož videoklip úspěšně rotoval na hudebních stanicích MTV a Viva. Dosavadním vrcholem tvorby Aggra bylo Sidovo debutové album Maske, které se dostalo na třetí místo v německé hitparádě, což je vlastně takový pomyslný začátek "zlaté éry" Aggro Berlin.

### Zlatá éra
Od této chvíle se zdařilo prakticky všechno, na co Aggro Berlin šáhlo. Vyšlo Ansage 4, kde se objevil i rapper Tony D, který je takovou analogií amerického rappera Lil Jona. Úspěšné bylo i debutové Flerovo album Neue Deutsche Welle, které obsahovalo megahit NDW 2005 a album od skupiny Deine Lieblingsrapper (Sido & Harris). V této době se k Aggru připojil i G-Hot, který ovšem po neshodách s vedením odešel v roce 2007 a u Aggra tak vydal jen jediný mixtape (plánoval i album, ale to vyšlo až o rok později u jeho vlastního vydavatelství). Svá alba dále vydali B-Tight, Fler, Sido, Tony D, ale třeba i producentské duo Beathoavenz nebo rappeři MC Bogy a Joe Rilla. Posledním releasem v této éře, pod distributorem Groove Attack byl mixtape Wir Nehmen Auch Euro, na kterém spolupracovali švýcarští djové Sweap & Pfund 500.

### Éra pod Universalem
K prvnímu lednu 2008 změnila společnost Aggro distributora z Groove Attack na Universal Deutschland. Prvními releasy pod tímto distributorem byla úspěšná alba Fremd Im Eigenem Land od Flera a Ich & Meine Maske od Sido, které dokonce opanovalo německou hitparádu a během prvních dvou týdnů se ho prodalo na 40 000 kusů. Pak ale následoval pozvolný pád, další alba od B-Tighta a Flera s Godsillou neměla takový úspěch, jak by se na label jako je Aggro čekalo, dokonce se ani klipy k těmto albům natočené nevysílaly v televizi. Vrátit zašlou slávu měla Aggru další ansage, tentokráte Aggro Anti Ansage Nr.8, ke které byl natočen megalomanský trojklip, který několikrát za sebou zvítězil v hitparádě Urban Chart na MTV. Ani tato ale ansage neměla očekávaný komerční úspěch. V březnu 2009 vydává Fler své čtvrté album pojmenované taktéž Fler, ale po neshodách s vedením nečekaně 27. března 2009 oznámil, že odešel z Aggra Berlin, aby se posléze přidal k bushidovu labelu Ersguterjunge. 1. dubna pak zveřejnilo Aggro Berlin tiskovou zprávu, kde oficiálně ukončilo svou činnost. Na začátku září vyšlo dvoudiskové best-of album, což byla taková poslední tečka za úspěšnou érou Aggra Berlin. Na oficiálním YouTube kanálu Aggro.tv lze najít videa z kampaně Halt Die Fresse, která představuje chystaná alba různých německých interpretů. V současné době se připravuje druhá řada tohoto projektu, na které se mají podílet i megahvězdy jako Lady Gaga nebo Lady Sovereign.

## Kontroverze
Jak je zmíněno v úvodním odstavci, tak Aggro Berlin si zakládá na agresivních a vulgárních textech. Často se tak stávalo, že byli němečtí vydavatelé nuceni pozastavit distribuci některých CD. Například jeden ze starších tracků od Sida se jmenoval Arschficksong (volně přeloženo "Song o análním sexu"). Velkou vlnu nevole pak vyvolalo, když Fler na svém albu NDW použil citát A. Hitlera "Am 1. Mai wird zurückgeschossen". Podobně byl kritizován i titulní singl NDW 2005, který úspěšně rotoval na německých televizních stanivích MTV a Viva, a ve kterém byly použity hlášky "Das ist Schwarz-Rot-Gold, hart und stolz" nebo "Die Neue Deutsche Welle kommt, man sieht die Fahne am Himmel" (Schwarz-Rot-Gold jsou dle německé ústavy barvy na německé státní vlajce, hart und stolz by se dalo volně přeložit jako hrdost a pýcha, druhý citát zní v překladu Nová německá vlna přichází, vidíte znamení na nebi).
B-Tightovi, původem z USA z Kalifornie, byl pro změnu vytýkán rasismus v jeho textech. Jeden z jeho nejznámějších tracků se jmenuje Der Neger (Černoch) a jeho debutové album se jmenovalo Neger Neger, na původním obalu CD byl dokonce vyobrazen jako běloch s hlavou černocha, přičemž v rukou držel tu původní uříznutou bělošskou hlavu. Tento obal byl ale okamžitě zakázán a byl nahrazen obalem jiným.

## Nezrealizované Projekty
Jedním z nich mělo být debutové album B-Tighta – Aus'm Westen (Ze západu – B-Tight pochází z USA), které mělo vyjít v roce 2005, ale nakonec nikdy nevyšlo. Několik tracků z tohoto alba bylo využito při nahrávání mixtapu Heisse Ware (Horké zboží). Obdobně dopadl i Flerův singl Heimkind, který byl nakonec alespoň publikován na singlu NDW 2005.
V roce 2004 se připravoval velký projekt Sektensampler Vol.1, na kterém se mělo podílet i plno jiných rapperů (např. Alpa Gun, Fuhrmann, Bendt, Gilles K), nicméně projekt se nepodařilo zrealizovat. Jediným pozůstatkem tohoto projektu byl dvojklip k trackům Keep On Smoking a Hände Hoch od rappera jménem Gilles K. Klip lze nalézt na YouTube. Nicméně tento projekt dovedl Sida s B-Tighem k založení labelu Sektenmuzik (byl založen v roce 2007), který v roce 2009 vydal už svůj třetí Sampler.
Mezi další nevydané projekty patří Aggro Ansage Nr.6, která měla vyjít v prosinci 2006 a mixtape Indexgefähr, který spolu připravovali B-Tight & Tony D. V roce 2009 byl na best-of CD publikován připravovaný první singl z nevydané Ansage Nr.6 – Aggro Starz Collabo a bylo k němu natočeno nízkorozpočtové video.

## Diskografie
| Katalogové číslo  | Interpret                                 | Název CD                            | Typ produktu                | Datum vydání | DE |
| AGGRO-000         | Royal TS                                  | Das Mic Und Ich (Splash edition)    | EP                          | 2001         | ×  |
| AGGRO-001         | Alles Ist Die Sekte                       | Das Mic Und Ich                     | Vinylový singl              | 2001         | ×  |
| AGGRO-002         | Royal TS                                  | Alles Ist Die Sekte (Album Nr.3)    | CD / kazeta                 | 13. 5. 2002  | ×  |
| AGGRO-003         | Aggro Berlin                              | Aggro Ansage Nr.1                   | EP / Sampler                | 20. 5. 2002  | ×  |
| AGGRO-004         | Bushido                                   | King of Kingz                       | CD / Demotape               | 13. 11. 2003 | ×  |
| AGGRO-005         | Sonny Black & Frank White                 | Carlo, Cokxxx, Nutten               | LP / kazeta                 | 21. 10. 2002 | ×  |
| AGGRO-006         | B-Tight                                   | Der Neger (In Mir)                  | EP                          | 28. 10. 2002 | ×  |
| AGGRO-007         | Aggro Berlin                              | Aggro Ansage Nr.2                   | Sampler                     | 3. 2. 2003   | ×  |
| AGGRO-008         | Bushido                                   | Bei Nacht                           | Singl                       | 26. 5. 2003  | ×  |
| AGGRO-009         | Bushido                                   | Vom Bordstein Bis Zur Skyline       | LP                          | 28. 7. 2003  | 87 |
| AGGRO-010         | Alles Ist Die Sekte                       | Gar Nicht So Schlimm                | EP                          | 4. 8. 2003   | ×  |
| AGGRO-011         | Bushido                                   | Gemein Wie 10                       | Singl                       | 10. 11. 2003 | ×  |
| AGGRO-012         | Aggro Berlin                              | Aggro Ansage Nr.3                   | Sampler                     | 8. 12. 2003  | ×  |
| AGGRO-013         | Sido                                      | Mein Block                          | Singl                       | 5. 4. 2004   | 13 |
| AGGRO-014         | Sido                                      | Maske                               | LP                          | 26. 4. 2004  | 3  |
| AGGRO-015         | Sido                                      | Arschficksong                       | Singl                       | 9. 8. 2004   | 63 |
| AGGRO-016         | Sido                                      | Fuffies Im Club                     | Singl                       | 2. 8. 2004   | 18 |
| AGGRO-017         | Fler                                      | AggroberlinA                        | Singl                       | 9. 8. 2004   | 59 |
| AGGRO-018         | Aggro Berlin                              | Aggro Ansage DVD Nr.1               | DVD                         | 10. 1. 2005  | ×  |
| AGGRO-019         | Aggro Berlin                              | Aggro Ansage Nr.4                   | Sampler                     | 5. 11. 2004  | 7  |
| AGGRO-020         | Sido                                      | Mama Ist Stolz                      | Singl                       | 17. 1. 2005  | 25 |
| AGGRO-021         | Fler                                      | NDW 2005                            | Singl                       | 2. 5. 2005   | 9  |
| AGGRO-022         | Fler                                      | Neue Deutsche Welle                 | LP                          | 2. 5. 2005   | 5  |
| AGGRO-023         | Fler                                      | Neue Deutsche Welle Premium Edition | LP                          | 2. 11. 2005  | ×  |
| AGGRO-024         | B-Tight & Tony D                          | Heisse Ware                         | Mixtape                     | 8. 8. 2005   | 27 |
| AGGRO-025         | Fler                                      | 90210 Mixtape                       | Mixtape                     | 13. 1. 2006  | 19 |
| AGGRO-026         | Deine Leiblingsrapper                     | Steh Wieder Auf                     | Singl                       | 23. 9. 2005  | 14 |
| AGGRO-027         | Deine Lieblingsrapper                     | Dein Lieblingsalbum                 | LP                          | 7. 11. 2005  | 2  |
| AGGRO-028         | Aggro Berlin                              | Aggro Ansage Nr.2x                  | Sampler (cenzurovaná verze) | 13. 3. 2006  | ×  |
| AGGRO-029         | Aggro Berlin                              | Aggro Ansage Nr.3x                  | Sampler (cenzurovaná verze) | 13. 3. 2006  | ×  |
| AGGRO-030         | Fler                                      | Nach Eigenem Regeln                 | Singl                       | 21. 10. 2005 | 22 |
| AGGRO-031         | Aggro Berlin                              | Aggro Ansage Nr.4x                  | Sampler (cenzurovaná verze) | 13. 3. 2006  | ×  |
| AGGRO-032         | Sido                                      | Maske X                             | LP (cenzurovaná verze)      | 25. 11. 2005 | ×  |
| AGGRO-033         | Aggro Berlin                              | Aggro Ansage Nr.5                   | Sampler                     | 2. 12. 2005  | 9  |
| AGGRO-034         | Aggro Berlin                              | Aggro Videos Teil 1                 | DVD                         | 31. 3. 2006  | ×  |
| AGGRO-035         | Beathoveanz                               | Der Neue Standard                   | Producentské album          | 31. 3. 2006  | 81 |
| AGGRO-036         | Fler                                      | Identität                           | Vinylový singl              | 17. 2. 2006  | ×  |
| AGGRO-037         | Sido & G-Hot                              | Wahlkampf                           | Vinylový singl              | 17. 2. 2006  | ×  |
| AGGRO-038         | Tony D, B-Tight & G-Hot                   | Aggro Berlin Zeit                   | Vinylový singl              | 17. 2. 2006  | ×  |
| AGGRO-039         | B-Tight & Tony D                          | Du Hu                               | Vinylový singl              | 17. 2. 2006  | ×  |
| AGGRO-040         | Beathoavenz                               | Der Neue Standard                   | Vinylový singl              | 17. 2. 2006  | ×  |
| AGGRO-041         | Fler                                      | Gangzta Mucke                       | Vinylový singl              | 28. 3. 2006  | ×  |
| AGGRO-042         | Fler                                      | Papa Ist Zurück                     | Singl                       | 26. 5. 2006  | 23 |
| AGGRO-043         | Fler                                      | Trendsetter                         | LP                          | 23. 6. 2006  | 4  |
| AGGRO-044         | Fler                                      | Cüs Junge                           | Singl                       | 30. 6. 2006  | 50 |
| AGGRO-045         | Aggro Berlin                              | Aggro Ansage Nr.5x                  | Sampler (cenzurovaná verze) | 14. 7. 2006  | ×  |
| AGGRO-046         | Fler                                      | Trendsetter DVD                     | DVD                         | 3. 11. 2006  | ×  |
| AGGRO-047         | B-Tight                                   | X-Tasy                              | EP                          | 6. 10. 2006  | 55 |
| AGGRO-048         | Sido                                      | Strassenjunge                       | Singl                       | 24. 11. 2006 | 20 |
| AGGRO-049         | Sido                                      | Ich                                 | LP                          | 1. 12. 2006  | 4  |
| AGGRO-051         | G-Hot                                     | Aggrogant                           | Mixtape                     | 17. 11. 2006 | ×  |
| AGGRO-052         | DJ Mad Zee & DJ Harry Dee                 | Aggro Berlin Megamix                | Mixtape                     | 2006         | ×  |
| AGGRO-053         | Sido                                      | Weihnachtssong                      | Singl                       | 1. 12. 2006  | 34 |
| AGGRO-054         | Sido                                      | Ein Teil Von Mir                    | Singl                       | 2. 2. 2007   | 14 |
| AGGRO-055         | Fler                                      | Airmax Muzik                        | Mxtape                      | 2. 2. 2007   | 13 |
| AGGRO-056         | MC Bogy                                   | Willkommen In Abschaumcity          | LP                          | 30. 3. 2007  | 92 |
| AGGRO-057         | Sido                                      | Ich DVD                             | DVD                         | 1. 6. 2007   | ×  |
| AGGRO-058         | Sido                                      | Eine Hand Wäscht Die Andere         | Featurealbum                | 20. 3. 2007  | 21 |
| AGGRO-059         | B-Tight                                   | Ich Bins                            | Singl                       | 27. 3. 2007  | 45 |
| AGGRO-060         | B-Tight                                   | Neger Neger                         | LP                          | 27. 4. 2007  | 6  |
| AGGRO-061         | Jom & Said                                | Alles Oder Nichts                   | LP                          | 25. 5. 2007  | ×  |
| AGGRO-062         | Sido                                      | Schlechtes Vorbild                  | Singl                       | 1. 6. 2007   | 18 |
| AGGRO-063         | B-Tight                                   | Der Coolste                         | Singl                       | 17. 8. 2007  | 92 |
| AGGRO-064         | Tony D                                    | Totalschaden                        | LP                          | 30. 9. 2007  | 21 |
| AGGRO-065         | Tony D                                    | Totalschaden                        | Singl                       | 31. 8. 2007  | 53 |
| AGGRO-067         | B-Tight                                   | Ghetto Romantik                     | Mixtape                     | 5. 11. 2007  | 54 |
| AGGRO-068         | Joe Rilla                                 | Auferstanden Aus Ruinen             | LP                          | 30. 11. 2007 | ×  |
| AGGRO-069         | Fler präsentiert: DJ Sweap & DJ Pfund 500 | Wir Nehmen Auch Euro                | Mixtape                     | 7. 12. 2007  | ×  |
| AGGRO-070         | Sido                                      | Weihnachtssong 2007                 | Singl                       | 30. 11. 2007 | 45 |
| AGGRO-071         | Fler                                      | Deutscha Bad Boy                    | Singl                       | 11. 1. 2008  | 16 |
| AGGRO-072         | Fler                                      | Fremd Im Eigenen Land               | LP                          | 25. 1. 2008  | 7  |
| AGGRO-073         | Fler                                      | Warum Bist Du So?                   | Singl                       | 29. 2. 2008  | 61 |
| AGGRO-074         | Sido                                      | Augen Auf                           | Singl                       | 16. 5. 2008  | 7  |
| AGGRO-075         | Sido                                      | Ich und Meine Maske                 | LP                          | 30. 5. 2008  | 1  |
| AGGRO-076         | B-Tight                                   | Neger Neger X                       | LP (cenzurovaná edice)      | 13. 6. 2008  | ×  |
| AGGRO-077         | Sido                                      | Carmen                              | Singl                       | 25. 7. 2008  | 17 |
| AGGRO-078         | Frank White & Godsilla                    | Südberlin Maskulin                  | LP                          | 29. 8. 2008  | 22 |
| AGGRO-079         | Frank White & Godsilla                    | Ich Bin Ein Rapper                  | E-Singl                     | 29. 8. 2008  | ×  |
| AGGRO-080         | Frank White & Godsilla                    | Südberlin Maskulin DVD              | DVD                         | 29. 8. 2008  | ×  |
| AGGRO-081         | Sido                                      | Herz                                | Singl                       | 30. 11. 2008 | 19 |
| AGGRO-082         | B-Tight                                   | Sie Will Mich                       | Singl                       | 31. 10. 2008 | ×  |
| AGGRO-083         | B-Tight                                   | Goldständer                         | LP                          | 31. 10. 2008 | 36 |
| AGGRO-084         | Sido                                      | Ich und Meine Maske Trilogy         | 3×LP + DVD                  | 5. 12. 2008  | ×  |
| AGGRO-085         | Aggro Berlin                              | Aggro Anti Ansage Nr.8              | Sampler                     | 5. 12. 2008  | 25 |
| AGGRO-086         | Aggro Berlin                              | Aggro Videos Teil 2                 | DVD                         | 5. 12. 2008  | ×  |
| AGGRO-087         | Sido                                      | Weihnachtssong 2008                 | Singl                       | 28. 11. 2008 | 74 |
| AGGRO-088         | Sido                                      | Nein                                | Singl                       | 30. 1. 2009  | 29 |
| AGGRO-089         | Fler                                      | Check Mich Aus                      | Singl                       | 20. 3. 2009  | 74 |
| AGGRO-090         | Fler                                      | Fler                                | LP                          | 27. 3. 2009  | 10 |
| AGGRO-091         | Fler                                      | Ich Sing Nicht Mehr Für Dich        | Singl                       | 10. 4. 2009  | 33 |
| AGGRO-092         | Kitty Kat                                 | Miyo!                               | LP                          | 4. 9. 2009   | 29 |
| AGGRO-093         | Aggro Berlin                              | Label Numma 1: 2001–2009            | Best-of CD                  | 4. 9. 2009   | 38 |
| AGGRO-094         | Tony D                                    | Für Die Gegnaz                      | LP                          | 11. 9. 2009  | ×  |
| AGGRO Im Club-001 | Aggro Berlin                              | Aggro Im Club                       | EP                          | 19. 9. 2008  | ×  |
| bez kódu          | Tony D                                    | Der Mann Mit Dem klang              | E-Singl                     | 29. 8. 2008  | ×  |
| bez kódu          | Tony D                                    | Jackpot                             | E-Singl                     | 21. 8. 2009  | ×  |
| bez kódu          | Tony D                                    | 100 Metaz                           | E-Singl                     | 4. 9. 2009   | ×  |